# Przegląd Mechaniczny
Przegląd Mechaniczny – założony w 1935 roku miesięcznik naukowo-techniczny kierowany do środowiska inżynierskiego związanego z przemysłem budowy maszyn, aparatury i urządzeń.
Obecny zakres tematyczny czasopisma obejmuje projektowanie, badania oraz eksploatację maszyn i urządzeń, w tym m.in. komputerowe wspomaganie projektowania CAD/CAM, inżynierię materiałową, nowe techniki wytwarzania, organizację produkcji, metody diagnostyczne, problemy niezawodności.
Obecnie (od 24 stycznia 2001 roku) pismo jest wydawane przez Instytut Mechanizacji Budownictwa i Górnictwa Skalnego. Wcześniej (zarówno przed wojną jak i po wojnie) pismo było wydawane przez Stowarzyszenie Mechaników i Inżynierów Polskich. W latach trzydziestych prezesem zarządu „Przeglądu Mechanicznego” był pułkownik Stanisław Witkowski